# معالجة عنقودية متعددة النياسب
معالجة عنقودية متعددة النياسب (بالإنجليزية: Clustered Multi Threads)‏ اختصارا CMT يقصد بها تشاركية موارد المعالجة بين خيطي معالجة مع الاحتفاظ بخصوصية الاجزاء الفريدة لكل خيط معالجة.

## مقدمة
في المعلوماتية والحوسبة، الخيط أو سلسلة أو شريط التعليمات thread أو thread of execution هو عبارة عن مجموعة من التعليمات التي تشكل مساراً لتنفيذ العملية وبما أنه مجرد مسار فإنه لا يحتاج لموارد خاصة به حيث أنه يستخدم موارد العملية ذاتها. تجعل الخيوط البرنامج الحاسوبي يبدو وكأنه يقوم بأكثر من مهمة بشكل متزامن، لكن إذا كانت وحدة المعالجة المركزية بأكثر من نواة فانه يقوم بعمل تزامن حقيقي، فعلى سبيل المثال يمكن للبرنامج الإبقاء على واجهة المستخدم المرئية تتفاعل مع المستخدم على الرغم من قيامه بمهمة أخرى كالاتصال بمخدم. تتميز الخيوط عن العمليات بشكل عام في طريقة إنشاء سلسلة التعليمات وطريقة مشاركتها للمصادر وأسلوب تنفيذ المعالج لها بشكل مختلف عن العمليات لكن هذه الفوارق في النهاية تختلف حسب نظام التشغيل.

## الفرق بين المعالجة المتوازية والمعالجة متعددة النياسب
يمكن تنفيذ خيوط تعليمات متعددة بشكل متوازٍ على نفس المعالج وهذا ما يدعى بالتنفيذ المتعدد للخيوط multi threading ويحدث عن طريق تعدد المهام computer multitasking أو ما يدعى بتجزئة الوقت time slicing وحيث يقوم معالج مركزي بالتبديل بين سلاسل التعليمات المختلفة. (ضمن هذا المفهوم التنفيذ ليس متزامنا بالنسبة لمعالج واحد لكننا نعتبره تزامنا مزيفا لأن التبديل يتم بسرعة كبيرة تعطينا انطباع بوهم التزامن)، بالمقابل يمكننا انجاز تزامن حقيقي عن طريق الاستعانة بحاسوب متعدد المعالجات أو معالجات متعددة الأنوية 

## الفعالية
في سياق تعقيد العتاد الصلب وفعاليته، تقنية CMT لمعالج بمعمارية بايل درايفر Piledriver تساوي معالج من جيل Bulldozer ذو نواتين يعالج عمليات اعداد صحيحة.